# گابریل سومی
گابریل سومی (به انگلیسی: Gabriel Somi) بازیکن فوتبال دورگه سوری-سوئدی است که در پست دفاع چپ
سومی همچنین برای تیم ملی فوتبال سوریه بازی کرده‌است.